# Nabeshima Naozumi
Nabeshima Naozumi est un nom japonais traditionnel ; le nom de famille (ou le nom d'école), Nabeshima, précède donc le prénom (ou le nom d'artiste).
Nabeshima Naozumi (鍋島 直澄, 1er janvier 1616-5 avril 1669) est un daimyo du début de l'époque d'Edo, à la tête du domaine de Hasunoike dans la province de Hizen (moderne préfecture de Saga). Fils de Nabeshima Katsushige, il est un candidat potentiel pour la succession à la seigneurie du domaine de Saga à la mort de son frère Tadanao (Naozumi épouse la veuve de Tadanao), mais ce plan échoue. À la place, Naozumi se voit accorder 52 000 koku dans la province de Hizen et devient le premier daimyo de Hasunoike.

## Source de la traduction
- (en) Cet article est partiellement ou en totalité issu de l’article de Wikipédia en anglais intitulé « Nabeshima Naozumi » (voir la liste des auteurs).